# Ghostbusters (lied)
Ghostbusters is een single van Ray Parker jr., opgenomen als introlied voor de gelijknamige film en werd op 8 juni 1984 op single uitgebracht.
De plaat werd een wereldwijde hit en bereikte in thuisland de Verenigde Staten de nummer 1-positie in de Billboard Hot 100 op 11 augustus 1984 en behield die positie gedurende drie weken. In Canada, Zuid-Afrika, Frankrijk en Spanje werd eveneens de nummer 1-positie bereikt. In het Verenigd koninkrijk bereikte de plaat de 2e positie in de UK Singles Chart.
In Nederland was de plaat op vrijdag 3 augustus 1984 Veronica Alarmschijf op Hilversum 3 en werd een gigantische hit in de destijds drie hitlijsten op de nationale popzender. De plaat bereikte de 4e positie in de Nederlandse Top 40 en de 5e positie in zowel de Nationale Hitparade als de TROS Top 50. In de Europese hitlijst op Hilversum 3, de TROS Europarade, werd de 2e positie bereikt. 
In België bereikte de plaat de nummer 1-positie in de Vlaamse Ultratop 50 en de 2e positie in de Vlaamse Radio 2 Top 30.
De plaat is sinds de originele eerste film uit 1984 het kenmerk geworden van de Ghostbusters-franchise. Een instrumentale versie diende als intro voor de animatieserie The Real Ghostbusters, en een remixversie voor de serie Extreme Ghostbusters.

## Achtergrond
Parker Jr. werd door de producers van de film benaderd voor het componeren van de intromuziek. Hij had echter maar een paar dagen de tijd en slaagde er niet in de titel van de film goed in een tekst te verwerken. Toen hij op een avond een reclamefilmpje op tv zag, inspireerde dit hem om van het lied een soort semi-jingle te maken waarin het Ghostbustersbedrijf uit de film wordt aangeprezen. In het lied zingt hij over verschillende paranormale gebeurtenissen, gevolgd door de vraag wie je moet bellen om deze problemen aan te pakken. Hierop antwoordt het koor met “Ghostbusters”.
Parker Jr. werd na uitgave van het nummer aangeklaagd door de band Huey Lewis & the News, die beweerden dat Parker de melodie van zijn lied had overgenomen van hun nummer "I Want a New Drug". Bekend is dat er uiteindelijk een schikking is getroffen voor een onbekend bedrag.

## Videoclip
De videoclip van het nummer wordt gezien als een van de sleutelproducties in de muziekvideo-industrie. De videoclip werd geregisseerd door Ivan Reitman, en geproduceerd door Jeffrey Abelson. In de clip ziet men beeldmateriaal van de film, afgewisseld met scènes in een spookhuis gevuld met meubels gemaakt van neonlampen. Het koor dat steeds op Parkers vraag reageert met “Ghostbusters” bestond uit enkele beroemdheden zoals Chevy Chase, Irene Cara, John Candy, Nickolas Ashford, Melissa Gilbert, Jeffrey Tambor, George Wendt, Al Franken, Danny DeVito, Carly Simon, Peter Falk en Teri Garr.
In Nederland werd de videoclip destijds op televisie uitgezonden door de popprogramma's AVRO's Toppop, Countdown van Veronica met Veronica Hilversum 3 dj Adam Curry en TROS Popformule met toenmalig TROS Hilversum 3 dj Erik de Zwart.

## Coverversies
- Run DMC nam een rapversie van het nummer op voor Ghostbusters II.
- Rapper Mistah F.A.B. gebruikte het lied in zijn single "Ghost Ride It".
- Een cover van het lied staat op het debuutalbum Peep van de Finse band The Rasmus.
- De Britse thrashmetalband Xentrix coverde het nummer als een single en bracht deze in verschillende versies uit op meerdere albums.
- Beatmania IIDX 14: Gold bevat een remix van het nummer.

## In de media
Het nummer, en dan met name de uitspraak "Who you gonna call?", is in veel andere media buiten de Ghostbusters-franchise gebruikt, waaronder in de series Buffy the Vampire Slayer, Family Guy, Max and Paddy's Road to Nowhere en Foster's Home for Imaginary Friends.

## Hitnoteringen

### NPO Radio 2 Top 2000
Ghostbusters stond alleen in 1999 in de NPO Radio 2 Top 2000, op plek 1867.